# Ротенбург (Верхня Лужиця)
Ротенбург (нім. Rothenburg) — місто в Німеччині, розташоване в землі Саксонія. Входить до складу району Герліц, що підпорядковується адміністративному округу Дрезден. Складова частина об'єднання громад Ротенбург.
Площа — 72,28 км2. Населення становить 4405 ос. (станом на 31 грудня 2020).
Громада підрозділяється на 7 міських округів. 

## Галерея

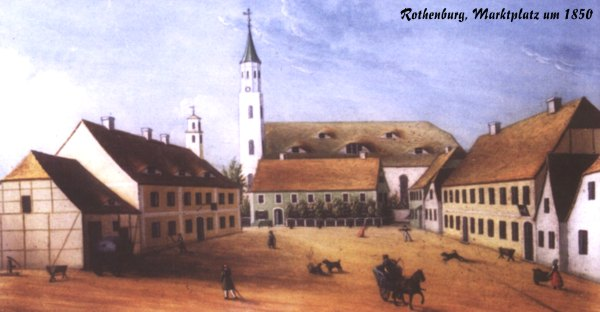
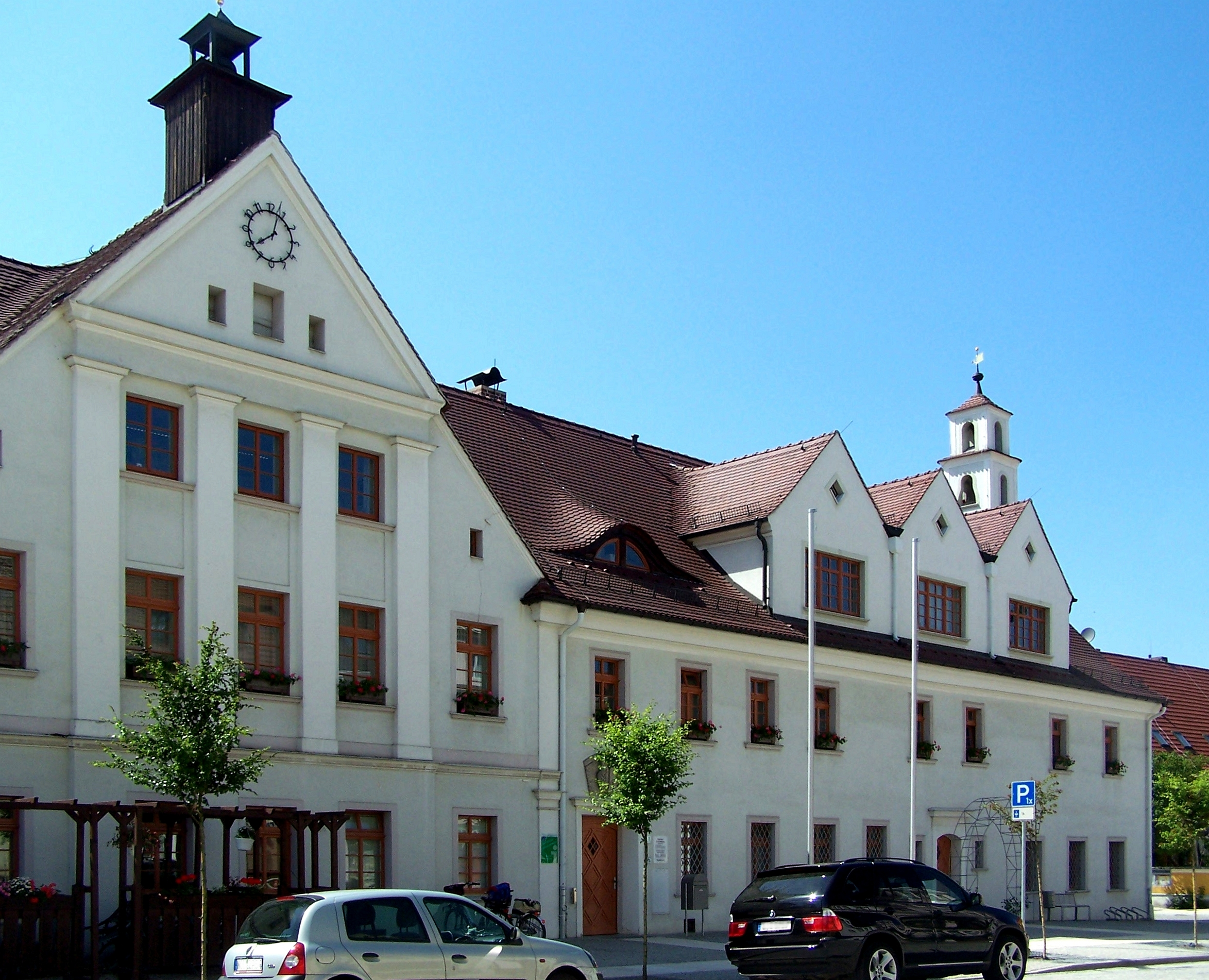
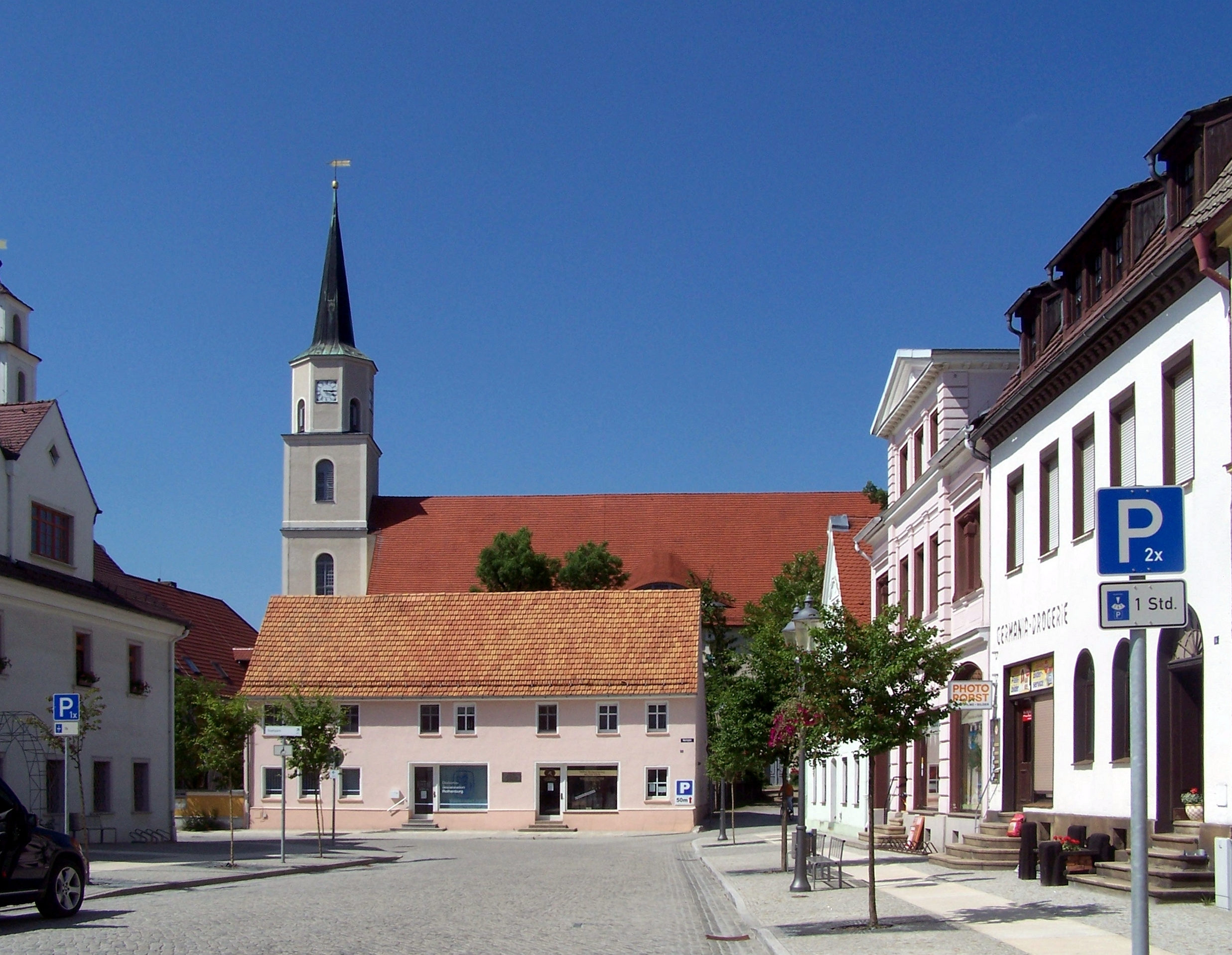
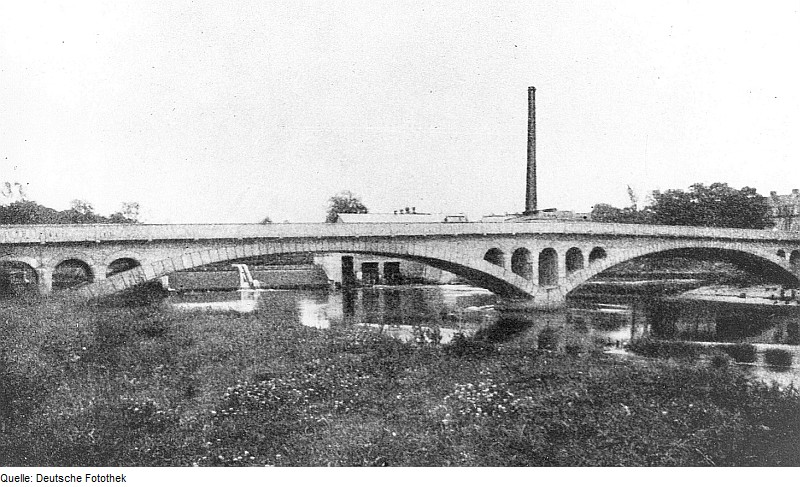
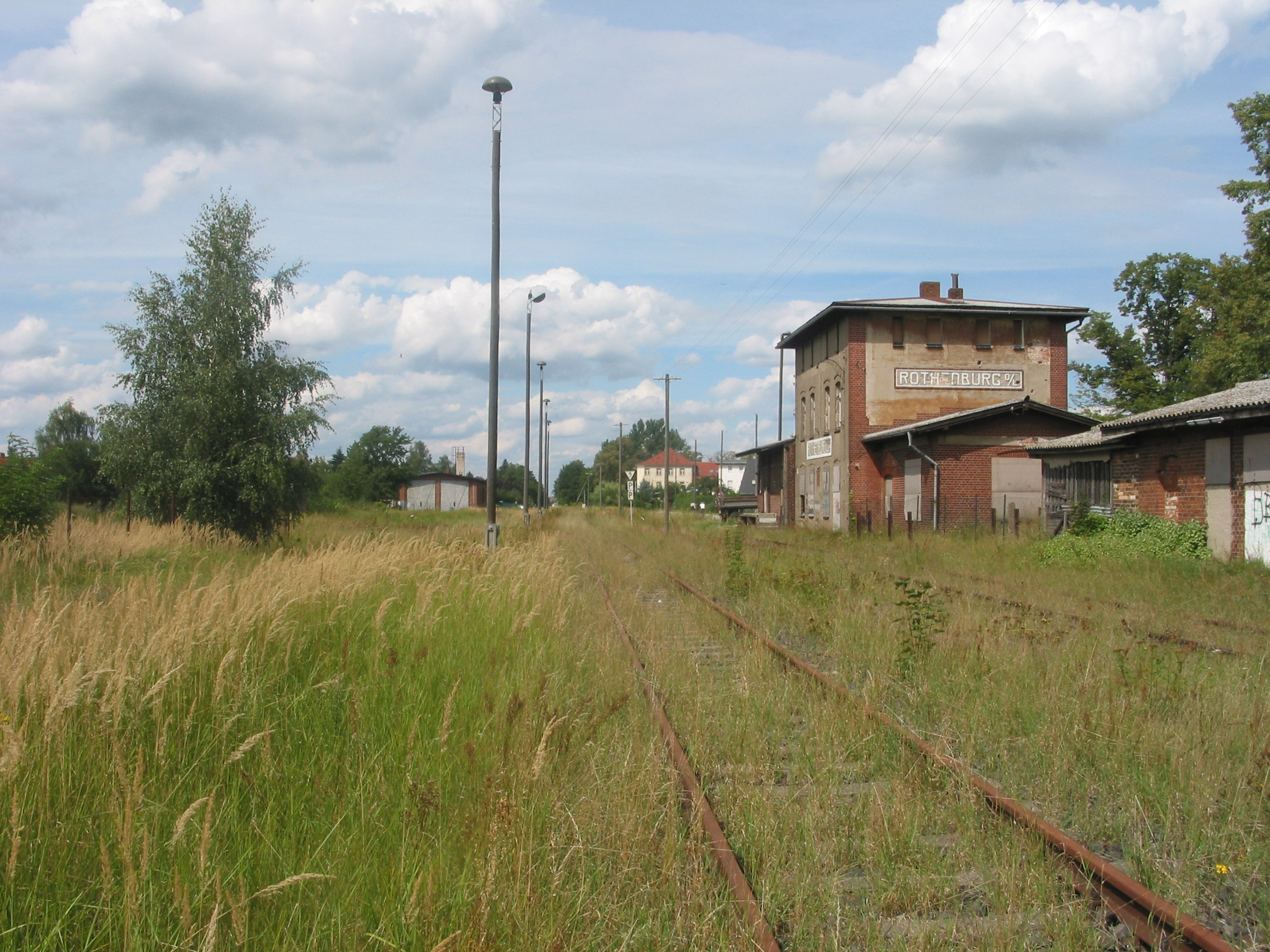
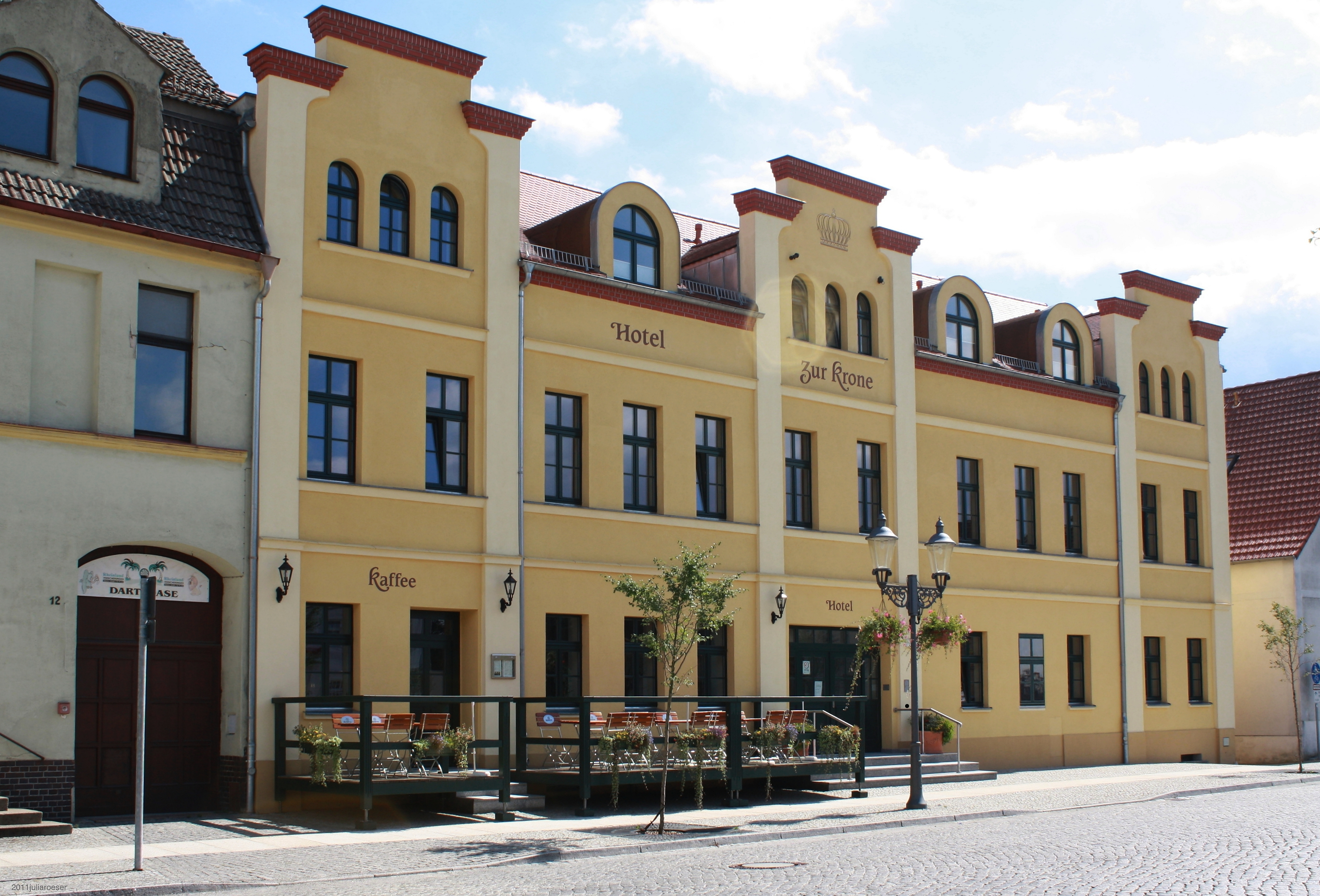